# Ambiaxius japonicus
Ambiaxius japonicus är en kräftdjursart som beskrevs av Brian Frederick Kensley 1996. Ambiaxius japonicus ingår i släktet Ambiaxius och familjen Calocarididae. Inga underarter finns listade i Catalogue of Life.